# Lerngruppe
Eine Lerngruppe, auch Ausbildungsgruppe, ist ein Zusammenschluss von Lernenden, die einen Lerninhalt meist selbständig und kooperativ erarbeiten oder vertiefen. Im Lehrmodell des Didaktischen Achtecks befindet sich die Lerngruppe als eine von acht maßgeblich in der Unterrichtsvorbereitung zu berücksichtigenden Größen auf der sogenannten „Personalachse“ direkt gegenüber dem Ausbilder.

## Lerngruppe oder Arbeitsgruppe
Eine Lerngruppe unterscheidet sich von einer Arbeitsgruppe dadurch, dass bei einer Arbeitsgruppe die Erstellung eines Endproduktes oder die Arbeit daran als Ziel festgelegt ist, während bei der Lerngruppe der Lernerfolg des Einzelnen als Ziel der Gruppe angesehen wird, wobei die Entwicklung von Sozial-, Fach- und Methodenfähigkeit als Nebenziel der Gruppe bestimmt wird.

## Anwendung
Lerngruppen werden heute in fast allen Bildungsprozessen eingesetzt: Schule, Berufsausbildung, Studium, Fort- und Weiterbildung, Erwachsenenbildung etc. Lerngruppen werden ergänzend zur Vertiefung des Stoffes eingesetzt, oft zwischen zwei Unterrichtseinheiten. In vielen Konzepten dienen sie der selbständigen Erarbeitung von Lerninhalten.
In modernen Konzepten ersetzen Lerngruppen den Unterricht ganz. Die Rolle der „Lehrer“ ist dann die eines Lernbegleiters und Moderators. Die „Schüler“ lernen eigenverantwortlich und kooperativ. Die Lerninhalte wählen sie entweder aus einem breiten Angebot oder bestimmen sie gänzlich selbst.

## Erfolgskriterien
Kriterien für den Erfolg der Gruppenarbeit, beschreiben Johnson & Johnson (1990) zum Thema kooperatives Lernen (vgl. Wessner in Haake et al., 2004, S. 203–204):

### Positive Abhängigkeit
Die Gruppenmitglieder sind voneinander in der Art abhängig, dass keiner von ihnen Erfolg haben kann, ohne dass die anderen dabei beteiligt oder erfolglos sind. Nur durch eine gute Kooperation werden die gewünschten Ergebnisse (gemeinsame Ziele) erfolgreich erzielt. Das gemeinsame Ziel ist die wesentlichste Abhängigkeit, welches die Motivation der Gruppenmitglieder steigert.

### Individuelle Zurechenbarkeit
Jedes Gruppenmitglied ist verantwortlich für Aktivitäten in der Gruppe wie zum Beispiel
die Erledigung der Aufgaben, Unterstützung der Aktivitäten der Anderen und insgesamt
für die Erreichung des Endzieles. Die Leistungen einzelner Mitglieder sind sichtbar und
in dem Endergebnis bewertet.

### Fördernde Interaktion
Die Lernenden in einer Gruppe fördern sich zur Erreichung des Ziels, indem sie einander bei der Informationsbeschaffung, der Erledigung der Aufgaben, der Teilentscheidungen sowie Missverständnissen helfen.

### Soziale Kompetenz
Die soziale Kompetenz der Gruppenmitglieder wird dadurch gefördert, dass die Lernenden sich in der Gruppe kennenlernen. Sie bilden ein Vertrauensverhältnis, welches die weitere Zusammenarbeit und Kommunikation in der Gruppe gewährleistet. Soziale Kompetenz ist gleichzeitig eine Grundvoraussetzung für den Erfolg einer Lerngruppe.

### Reflexion der Gruppenarbeit
Nicht nur durch Feedback des Lehrers wird die Gruppenarbeit optimiert; die Gruppenmitglieder verbessern ihre Aktivitäten und Gruppenarbeit, indem sie regelmäßig ihre Zusammenarbeit und die entsprechenden Rahmen für diese Kooperation thematisieren und bewerten.